# 特殊作戦師団 (ドイツ連邦陸軍)
特殊作戦師団（ドイツ語：Division Spezielle Operationen、略称：DSO）は、ドイツ連邦陸軍の師団のひとつ。2001年に設立された新しい師団。ヘッセン州シュタットアレンドルフに師団司令部を置き、師団の部隊はニーダーザクセン州、ヘッセン州、ラインラント＝プファルツ州、ザールラント州およびバーデン＝ヴュルテンベルク州に駐屯している。

## 概要
師団には大きく四つの任務が割り当てられる。
- 国外での紛争など危機発生時におけるドイツ国民の避難・保護。
- 不正規戦に対して率先して対応し、これらから軍部隊や施設を防護する。
- 師団は緊急展開とその後の安定化活動において重要なインフラストラクチャーを早期確保し任務終了までこれの保持にあたる。
- 師団の一部部隊は捜索戦闘などの浸透作戦能力を保有し、偵察や敵性地域で火力統制などを行う。

## 部隊編成
- 特殊作戦師団司令部中隊　在シュタットアレンドルフ
- 特殊作戦師団空挺通信大隊　在シュタットアレンドルフ
- 特殊戦団（KSK）　在カルフ
- 第26空挺旅団「ザールラント」　在ザールルイ
  - 旅団司令部および司令部付中隊　在ザールルイ
  - 第260空挺偵察中隊　在ツヴァイブリュッケン
  - 第260空挺工兵中隊　在ザールルイ
  - 第261降下猟兵大隊　在レーバッハ
  - 第263降下猟兵大隊　在ツヴァイブリュッケン
  - 第262空挺支援大隊　在メルツィヒ

- 第31空挺旅団「オルデンブルク」　在オルデンブルク
  - 旅団司令部および司令部付中隊　在オルデンブルク
  - 第310空挺偵察中隊　在ゼードルフ
  - 第270空挺工兵中隊　在ゼードルフ
  - 第313降下猟兵大隊　在ゼードルフ
  - 第373降下猟兵大隊　在ゼードルフ
  - 第272空挺支援大隊　在オルデンブルク、ゼードルフ

- 第100空挺地対空ミサイル大隊　在ゼードルフ
- 第200長距離偵察教導中隊　在フレンドルフ
- 第300軍楽隊　在コブレンツ

## 歴史
師団の源流は1956年にエスリンゲン・アム・ネッカーで設立された第1空挺師団（1964年にブルッフザールへ移転）に求められる。
第1空挺師団は1993年5月に初めての国外任務に赴く。第二次国際連合ソマリア活動の枠組みの下で軍派遣の調査のため先遣隊が編成され、第261降下猟兵大隊コマンドー中隊が警備部隊として派遣された。1994年に第1空挺師団と第4装甲擲弾兵師団は合併されコマンドー空中機動部隊 / 第4師団となる。当初は3個空挺旅団が隷下にあった。1995年にコマンドー空中機動部隊 / 第4師団は国際連合保護軍およびIFORの枠組みの下でクロアチアに派遣される。1996年に第25空挺旅団はKSKに再編成される。1997年にSFORドイツ部隊としてサラエボに派遣される。同年にはアルバニアでの暴動で取り残された在留ドイツ人の救出作戦（トンボ作戦、de:Operation Libelle）に参加している。1998年に一部の部隊はマケドニア共和国のテトヴォに移動する。1999年はアルバニアのAFORとコソボのKFORに参加する。
2001年4月1日に特殊作戦師団に再編成される。2002年にはアフガニスタンでの国際治安支援部隊に派遣される。2003年1月1日には第100空挺通信中隊が再度編成される。同年には第4通信連隊が航空機動作戦師団に配転され、これを代替するため第9空挺通信中隊がディリンゲンに移駐し、同年10月1日に第200空挺通信中隊に改称する。2006年7月1日に第200空挺通信中隊は特殊作戦師団の公式部隊として国際長距離偵察訓練センターに移転する。第100軽地対空ミサイル中隊は2006年10月1日に師団隷下となり第100空挺地対空ミサイル中隊に改称し、同年12月に中隊はボルケンからゼードルフに移駐する。2008年1月1日に特殊作戦師団通信大隊はシュタットアレンドルフで再編成される。
ディリンゲンの第100中隊とレーゲンスブルクの第200中隊は、ディリンゲンにて2008年末までに特殊作戦師団通信大隊と合併し、両中隊は解散される。
2010年10月に師団司令部はレーゲンスブルクからシュタットアレンドルフへの移駐を完了する。

## 歴代師団長
| 代 | 氏名                                                       | 着任          | 離任          |
| -- | ---------------------------------------------------------- | ------------- | ------------- |
| 1  | ハンス＝オットー・ブッデ陸軍少将 Hans-Otto Budde           | 2001年6月     | 2002年8月     |
| 2  | ライナー・グラッツ陸軍少将 Rainer Glatz                    | 2002年9月1日  | 2006年3月9日  |
| 3  | ハンス＝ローター・ドームローゼ陸軍少将 Hans-Lothar Domröse | 2006年3月9日  | 2008年1月10日 |
| 4  | ハンス＝ヴェルナー・フリッツ陸軍少将 Hans-Werner Fritz     | 2008年1月10日 | 2011年8月1日  |
| 5  | ヨルク・フォルマー陸軍少将 Jörg Vollmer                    | 2011年8月1日  | 2014年6月12日 |
| 6  | エーベルハルト・ソーン陸軍少将 Eberhard Zorn               | 2014年6月12日 | 2015年9月30日 |
| 7  | アンドレアス・マーロウ陸軍少将 Andreas Marlow              | 2015年9月30日 |               |